# HD58448
HD58448 — хімічно пекулярна зоря спектрального класу B8, що має видиму зоряну величину в смузі V приблизно  7,0.
Вона  розташована на відстані близько 501,0 світлових років від Сонця.

## Пекулярний хімічний склад
Зоряна атмосфера HD58448 має підвищений вміст 
Si
.